# Sylvie Pullès
Sylvie Pullès, née le 8 juin 1972 à Aurillac dans le Cantal, est une accordéoniste française.

## Biographie
Sylvie Pullès naît le 8 juin 1972, d'un père cantalien et d’une mère aveyronnaise. À quatre ans, elle découvre l’harmonica et René Pullès, son père, qui joue des airs d’accordéon, la plonge alors dès son plus jeune âge dans la musique traditionnelle et folklorique. Elle est au quotidien bercée par les morceaux de Jean Ségurel, Robert Monédière ou encore André Thivet. Dès ses 7 ans, son père lui propose d’étudier la musique avec un professeur pour y apprendre le solfège. Elle persévérera dans cette voie et enchaînera les concours d’accordéon et les bals, d’abord avec son père dès l’âge de 12 ans et, avec son propre orchestre qu’elle fondera à 16 ans.

### Carrière artistique
En 1990, après un baccalauréat littéraire, elle poursuit des études de musicologie à la Faculté de Toulouse le Mirail et intègre le Conservatoire national de musique de Toulouse. En 1992, Sylvie a 20 ans et entre à la SACEM comme auteur-compositeur avec, entre autres, La bourrée de Pierrefort qu’elle compose en hommage à ce canton du Cantal qui l’a vu naître. En avril 2004, elle recevra la médaille de la ville de Pierrefort. Elle compose ces morceaux de musique en hommage à son « pays » ; beaucoup d'autres titres qui suivront tels que Moi, je chante l'Auvergne et Pays des champs et des chansons. En 1993, elle enregistre sa première cassette L'Aubrac au Pont de Gournier sur laquelle on retrouve ces premières compositions et de nombreux morceaux consacrés à l'Aubrac.
Cet attachement à ses origines et la qualité de ces interprétations lui vaudront le surnom de « Reine d'Auvergne », par André Verchuren et Michel Pruvot lors de sa prestation au Festival national de l’accordéon en 2003, au Zénith de Paris. En 2004, elle est sur le viaduc de Millau pour l’inauguration, en présence du président Jacques Chirac. Elle compose à cette occasion Si tu vas à Millau. 
Outre ses compositions glorifiant son pays, elle enregistre de nombreux CD et DVD. Suivront quelque 500 compositions qui lui vaudront le titre de « Sociétaire définitif » à la SACEM lors de la promotion de juin 2009. En 2007, 2013, et 2018, elle est invitée au Carrefour mondial de l'accordéon à Montmagny au Québec. Sylvie Pullès a donné des représentations dans le monde entier : en Argentine, pour retracer l’histoire des auvergnats émigrés en Amérique du Sud, à l’île de la Réunion… Elle s’est produite dans des grandes salles parisiennes : le Zénith pour le « Festival national d’accordéon » en 2003 et 2004, le Casino de Paris le 4 mars 2007 pour le spectacle L'Auvergne en concert, le Balajo en 2009, la guinguette des régions de France et d’innombrables festivals.
Elle passe aussi tous les ans au Salon de l’agriculture et sur la route du Tour de France.
En 2010, pour marquer ses 25 ans de carrière, Sylvie Pullès se produit à l’Olympia. Elle est la seule femme accordéoniste à faire l’Olympia. Seul André Verchuren, en 1956 et 2003, y est passé deux fois. Outre des groupes folkloriques parisiens en première partie, elle choisit à ses côtés, Wazoo et sa Manivelle, mais aussi d’autres accordéonistes. Durant ce spectacle, présenté par Pierre Bonte, elle reprendra aussi une partie des succès de ses 25 ans de carrière, dont certains écrits en collaboration : La Vénus de Millau avec Bruno Lorenzoni, Faut rester cool avec Michel Pruvot, En suivant l’étape avec Maurice Larcange, La Reine du folklore auvergnat avec André Verchuren. En janvier 2010, elle reçoit le prestige des provinces à Paris.
Le 30 mai 2015, Sylvie Pullès est de nouveau à l’Olympia. Le spectacle, dédié à son parrain André Verchuren, fut présenté à nouveau par Pierre Bonte et Fabien Lecœuvre. Rémy Bricka faisait partie des nombreux invités du spectacle. Une distinction lui fut remise par ses producteurs Discadanse  et Boulevard studio, récompensant 30 ans de carrière : 5 000 bals en France et à l’étranger, 2 millions de kilomètres parcourus et 2 millions de danseurs.
En 2019, Sylvie Pullès célèbre ses 35 ans de carrière, en faisant, cette fois, partager ses origines auvergnates à l’Alhambra de Paris, lors d'un concert, le 26 mai, présenté par Isabelle Durand d’Eglantine. Cette salle mythique attirant depuis sa réouverture en 2008 une programmation internationale qui mêle concerts de jazz, hip hop, ou rock, ouvre pour la première fois sa scène à une accordéoniste de renommée internationale.
En plus de cet événement symbolique, la « Reine d'Auvergne » sort également, en 2019, un nouveau CD à l'occasion de ce tournant de carrière, intitulé Le Bal des Auvergnats. Celui-ci comprend notamment la chanson "Petits princes du rocher", écrite par l'accordéoniste, agrée par SAS Albert II de Monaco lors de la première manifestation des sites historiques Grimaldi de Monaco.

## Distinctions
En janvier 2010, elle reçoit le prestige des provinces à Paris.
 Chevalière de l'ordre des Arts et des Lettres. Le 29 juin 2020, elle est nommée chevalier dans l'ordre des Arts et des Lettres, par le Ministre de la Culture Franck Riester.

## Discographie
Vidéos, DVD
- 1997 : On danse en Aveyron
- 1999 : Au bal de mes copains
- 2001 : L'enfant du pays
- 2003 : Accordéon et traditions
- 2005 : Parfum d'Aveyron et d'Argentine
- 2007 : Dansez le folklore VOL 1
- 2008 : Dansez le folklore VOL 2
- 2008 : Toi ma belle Auvergne
- 2009 : Sylvie Pullès au Balajo
- 2010 : Sylvie Pullès à l'Olympia (25 ans de carrière)
- 2011 : Dansez le folklore VOL 3
- 2014 : C'est un refrain d'Auvergne
- 2015 : Sylvie Pullès à l'Olympia (30 ans de carrière)
- 2016 : Sylvie Pullès aux nuits de nacre à Tulle
- 2019 : Tous en piste VOL 1
- 2019 : Tous en piste VOL 2
- 2019 : 35 ans de carrière à l'Alhambra de Paris

Cassettes, CD
- 1993 : L’Aubrac au Pont de Gournier
- 1995 : Accordéon d'Auvergne
- 1998 : Chants et danses du pays
- 2000 : Moi, je chante l'Auvergne
- 2001 : Viens danser en Auvergne
- 2002 : L'espagnole à Saint-Flour
- 2003 : Salut les amis
- 2004 : L'Auvergne qui danse
- 2005 : Le bal à Sylvie
- 2006 : Pays des champs et des chansons
- 2007 : Sylvie Pullès au Casino de Paris
- 2008 : Dansez avec Sylvie
- 2009 : Sylvie Pullès au Balajo
- 2010 : Sylvie Pullès à l'Olympia (25 ans de carrière)
- 2011 : Fai tirar
- 2014 : C'est un refrain d'Auvergne
- 2015 : Sylvie Pullès à L'Olympia (30 ans de carrière)
- 2019 : Le bal des Auvergnats (35 ans de carrière)
- 2019 : 35 ans de carrière à l'Alhambra de Paris
- 2021 : Nòstra lenga : double album en occitan
- 2022 : Mon Auvergne qui chante
- 2024 : L'air de l'Auvergne
- 2024 : Single " Si tu vas à Millau" 20 ans du viaduc de Millau